# Schweizer Meisterschaften in der Nordischen Kombination 2008

Logo des Schweizer Skiverbandes

Die Schweizer Meisterschaften in der Nordischen Kombination 2008 fanden am 23. August 2008 im Schweizer Einsiedeln statt. Die Meisterschaften wurden im Einzel von der Grossschanze und über 10 km ausgerichtet. Dabei wurden die Altersklassen Senioren und Junioren gemischt ausgetragen. Ausrichter war der Schweizer Skiverband Swiss-Ski.

## Ergebnis
| Platz | Sportler            |
| ----- | ------------------- |
| 1     | Ronny Heer          |
| 2     | Seppi Hurschler     |
| 3     | Joel Bieri          |
| 4     | Michael Hollenstein |
| 5     | Tim Hug             |
| 6     | Ivo Hess            |
| 7     | Manuel Faißt        |
| 8     | Felix Kläsi         |
| 9     | Marco Grigoli       |
| 10    | Markus Sommerhalter |